# Colin Turnbull
Colin Macmillan Turnbull (23. listopadu 1924 – 28. července 1994) byl britsko-americký antropolog, který se zabýval i etnomuzikologií.

## Život
Narodil se 23. listopadu 1924 v Londýně a vystudoval Westminster School a Magdalen College v Oxfordu, kde studoval politiku a filozofii. Během druhé světové války působil v Královské námořní dobrovolnické záloze, po jejímž skončení získal dvouleté stipendium na Banáras Hindu University v Indii, kterou absolvoval s magisterským titulem v oboru indického náboženství a filozofie.
V roce 1951 odcestoval společně s Newtonem Bealem do Belgického Konga (dnešní Demokratická republika Kongo). Během této cesty poprvé studovali Pygmeje kmene Mbuti. To ale nebylo hlavním cílem cesty.
Ve stejné době pomáhal režisérovi Samu Spiegelovi postavit a přepravit loď potřebnou pro film Africká královna. Následně odcestoval do Yellowknife, kde pracoval rok jako geolog a zlatokop. Poté se vrátil do školy, aby získal další titul.
Po návratu do Oxfordu v roce 1954 se začal specializovat na antropologii Afriky. Po dvou letech se vydal na cestu do Afriky, při níž se nakonec zaměřil na Belgické Kongo a Ugandu. Po letech práce nakonec v roce 1964 získal v Oxfordu doktorát z antropologie.
V roce 1965 získal americké občanství, protože se v roce 1959 přestěhoval do New Yorku a stal se kurátorem africké etnologie v Americkém přírodovědném muzeu. Později žil v Lancaster County a působil na katedře sociologie a antropologie Virginia Commonwealth University v Richmondu ve Virginii. Byl korespondentem několika světových univerzit a muzeí. Poprvé na sebe upozornil knihou The Forest People (1961), která se zabývá studií kmene Mbuti.
V roce 1972 byl pověřen, aby přišel s vysvětlením a řešením potíží, s nimiž se potýkají lidé kmene Ik.[ujasnit] Po rozsáhlém bádání vydal kontroverzní knihu The Mountain People. Knihu později adaptoval dramatik Peter Brook do divadelní podoby.
Od roku 1960 byl ve vztahu s antropologem Josephem Towlesem. Společně se věnovali cestování a výzkumu. Žili spolu až do roku 1989, kdy Towles zemřel na AIDS.
Po smrti svého partnera se stáhl do ústraní. Většinu svých peněz věnoval nadaci United Negro College Fund. Své vědecké materiály a výzkumy věnoval College of Charleston.
V roce 1989 se přestěhoval do Bloomingtonu v Indianě, aby se spolu se svým přítelem a starším bratrem dalajlamy Thuptenem Jigme Norbuem podílel na budování Tibetského kulturního centra. Později se přestěhoval do indické Dharamsaly, kde složil mnišský slib tibetského buddhismu, který mu dal dalajlamy.
Zemřel 28. července 1994 na AIDS ve věku 69 let.